# Monaeses aciculus
Monaeses aciculus är en spindelart som först beskrevs av Simon 1903.  Monaeses aciculus ingår i släktet Monaeses och familjen krabbspindlar. Inga underarter finns listade i Catalogue of Life.